# Sigrid Lagemann
Sigrid Anna Charlotte Lagemann (* 4. August 1924 in Bismark (Altmark); † 13. Juni 1992 in Berlin) war eine deutsche Schauspielerin und Synchronsprecherin.

## Leben und Wirken
Sigrid Lagemann spielte u. a. am Stadttheater Weißenfels in Romeo und Julia, am Renaissancetheater Berlin Frau Warrens Gewerbe oder auch am Schloßparktheater in Berlin Wie es Euch gefällt.
Gelegentlich wirkte Sigrid Lagemann auch in Kinofilmen mit, z. B. 1951 in Stips oder 1958 in Peter Beauvais’ Ist Mama nicht fabelhaft?.
Im TV war sie u. a. in dem Wolfgang-Petersen-Film Hans im Glück oder in Frau von Bebenburg zu sehen.
40 Jahre lang war Sigrid Lagemann als Synchronschauspielerin tätig. Sie war viele Jahre die Standardsprecherin von Martha Hyer, Dolores Michaels und Mara Corday.
Zu ihren Besetzungen gehörten des Weiteren Barbara Bel Geddes u. a. in der ersten Vertigo-Synchronisation, Arlene Dahl, Mona Freeman, Danielle Darrieux in Vögel sterben in Peru, Margaret Whiting in Sindbad und das Auge des Tigers, Glenda Jackson in Dreifaches Echo und Inga Swenson in der Serie Fackeln im Sturm.
In der deutschen Version des Disney-Zeichentrickfilms Basil, der große Mäusedetektiv (The Great Mouse Detective, 1986) sprach sie die „Königin Maustoria“.
In der Serie Die Waltons war sie die zweite Stimme von Ellen Corby und löste damit Ursula Krieg ab, die aus persönlichen Gründen nicht mehr synchronisieren konnte. Außerdem hörte man sie häufig in Episodenrollen von Serien wie MacGyver, Kojak – Einsatz in Manhattan, L.A. Law – Staranwälte, Tricks, Prozesse, Mit Schirm, Charme und Melone, Hart aber herzlich, Love Boat, Simon & Simon, Starsky und Hutch, Trio mit vier Fäusten oder Agentin mit Herz.
Auch in Hörspielen lieh sie verschiedenen Figuren ihre Stimme. So z. B. in Die Nibelungen, Benjamin Blümchen oder Bibi Blocksberg.
1992 starb sie im Alter von 67 Jahren.

## Filmografie
- 1950: Bürgermeister Anna
- 1951: Pauker Stips und die verliebte Mädchenklasse
- 1956: Der Mustergatte
- 1956: Kann ein Mann sooo treu sein …
- 1958: Ist Mama nicht fabelhaft?
- 1974: Ermittlungen gegen Unbekannt (TV)
- 1975: Frau von Bebenburg (TV)
- 1976: Hans im Glück (TV)
- 1977: Der Haupttreffer (TV)